# Santu Lussurgiu
Santu Lussurgiu (en sard, Santu Lussurzu) és un municipi italià, dins de la província d'Oristany. L'any 2007 tenia 2.664 habitants. Es troba a la regió de Montiferru. Limita amb els municipis d'Abbasanta, Bonarcado, Borore (NU), Cuglieri, Norbello, Paulilatino, Scano di Montiferro i Seneghe.

## Administració
| Període | Identitat     | Partit        |
| ------- | ------------- | ------------- |
| 2005-   | Emilio Chessa | Llista cívica |